# Departamento de Agricultura de los Estados Unidos
El Departamento de Agricultura de los Estados Unidos (en inglés: United States Department of Agriculture; acrónimo: USDA) es una unidad ejecutiva del Gobierno Federal de los Estados Unidos. Su propósito es desarrollar y ejecutar políticas de ganadería, agricultura y alimentación. Su meta es  atender las necesidades de los productores (granjeros, rancheros), promoviendo el comercio agrícola y la producción, trabajando para asegurar seguridad alimentaria, protegiendo los recursos naturales, mejorar las comunidades rurales, y poner fin al hambre. 
Fue creado el 15 de febrero de 1889, en jurisdicción del Gobierno Federal de los Estados Unidos. Posee una plantilla de 105.778 empleados a junio de 2007; con un presupuesto de USD $ 94.000 millones en 2006. Su director es Mike Johanns, como «Secretario de Estado de Agricultura»; su segundo es Charles F. Conner, secretario diputado de Agricultura

## Historia
La economía de los Estados Unidos ha tenido una larga historia económica agraria, desde el comienzo de la nación. Los primeros funcionarios del gobierno federal importaron nuevas y mejoradas especies y variedades de semillas, plantas y animales. En 1836, Henry L. Ellsworth se ha interesado en mejorar la agricultura, siendo Comisionado de Patentes, un cargo en el Departamento de Estado. Comenzó colectando y distribuyendo nuevas variedades de semillas y plantas a través de miembros del Congreso y sociedades de agricultura. En 1839 el Congreso establece la División de Agricultura en la Oficina Federal de Patentes y establece USD $ 1000 para «recoger estadísticas agrícolas y otros propósitos agrícolas».
El interés de Ellsworth en mejorar la agricultura era evidente en sus reportes anuales, que pedía un depósito público para preservar y distribuir las nuevas variedades de semillas y plantas, los trabajos de reunir estadísticas agrícolas, preparar reportes por Estado acerca de los cultivos en diferentes regiones, y la aplicación de químicos a la agricultura. En 1849 la Oficina de Patentes era transferida al creado Departamento del Interior. En los siguientes años, hubo agitación para separar la oficina de agricultura del departamento o crear uno nuevo.
El 15 de mayo de 1862, el presidente Abraham Lincoln establece el independiente Departamento de Agricultura con un Comisionado sin gabinete. La ley estableciendo el Departamento fue la 12 Stat. 387, codificada en 7 U.S.C. § 2201.
En los 1880, varios grupos de presión hacían lobby para lograr una representación de Gabinete. Los granjeros trataban de lograr un estatus de gabinete en el Departamento de Agricultura. En 1887, los Representantes y los Senadores aceptaron darle estatus de Gabinete al Departamento de Agricultura pero agregándole «de Trabajo», pero fue objetado lo de «Trabajo», y la ley abortó. Finalmente, el 9 de febrero de 1889, el presidente Grover Cleveland sancionó una ley elevando al Departamento de Agricultura al nivel de Gabinete. 
Durante la Gran Depresión, el campo dio un modo de vida para millones de estadounidenses. El Departamento de Agricultura fue crucial en dar asistencia necesaria en ese difícil periodo, ayudando a asegurar que se siguiera sembrando y cosechando, y distribuyendo a quienes lo necesitaban, asistiendo con pequeños préstamos, y contribuyendo a la educación de la juventud rural. Así, el Departamento de Agricultura fue una fuente de confort, con la gente que sobrevivió en áreas rurales. 
Hoy, muchos de los programas de distribución de alimentos y de nutrición a ciudadanos, como también de educación, bajo el USDA Servicio de Alimentos y de Nutrición. 
USDA también actúa mundialmente en programas de ayuda, dando alimentos a países en desarrollo, y colabora en programas de desarrollo, a veces vía USAID o directamente con los gobiernos, organizaciones internacionales como WFP o aprobando ONG. El Acta de Agricultura de 1949, sección 416 (b) y el Acta de Mercado y de Desarrollo Agrícola (también conocido como Ley Pública 480 o «LP 480») da el marco legal de tales acciones.
El Secretario de Agricultura administra el USDA.
El USDA Sistema Nacional de Identificación de Animales asiste a los negocios agrícolas, y a frigoríficos controlando las pestes en los hatos, una necesaria regulación para vender y exportar carne.

## Unidades Operativas
- Servicio de Marketing (AMS)
- Servicio de Investigación (ARS)

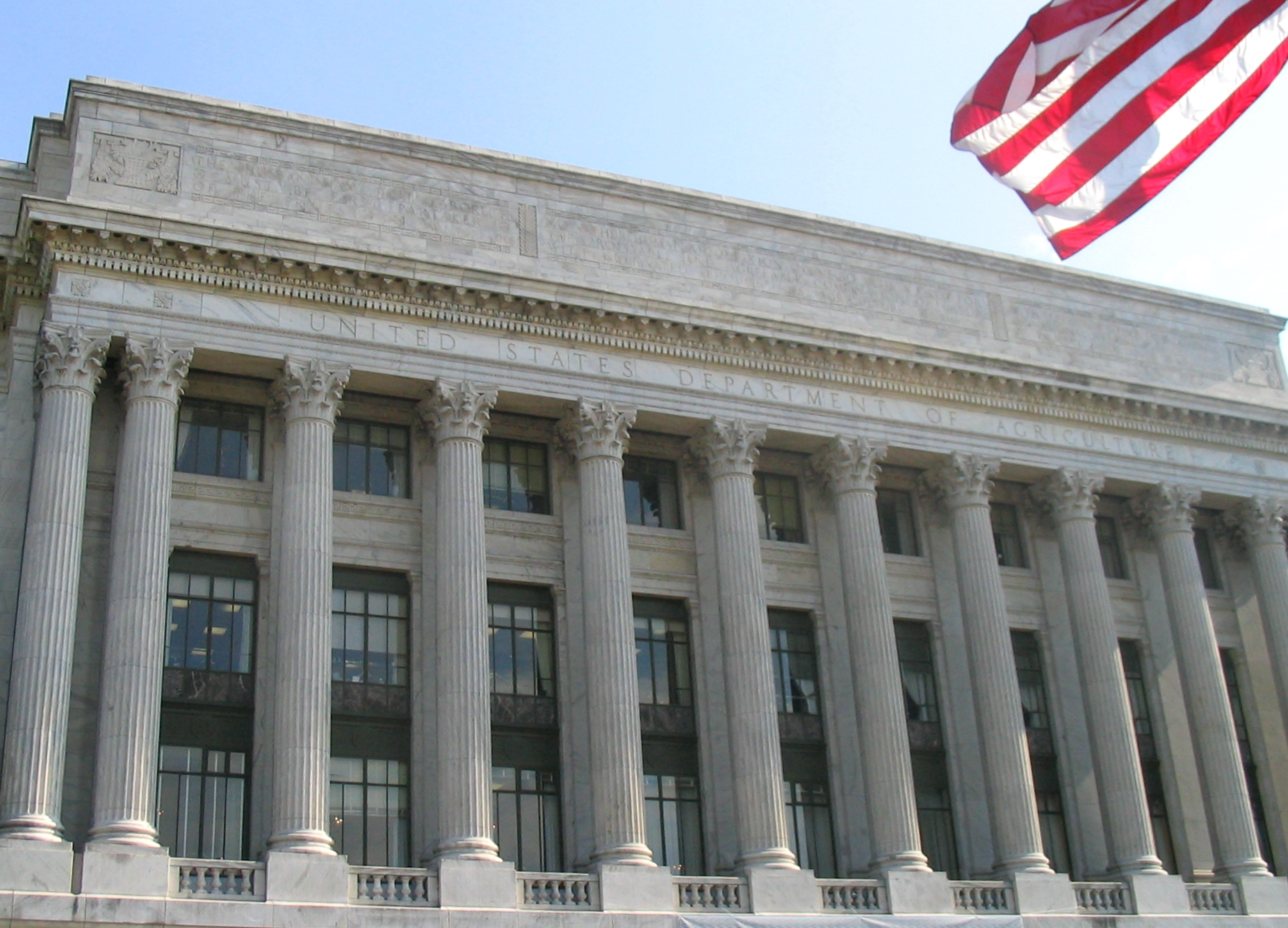
Edificio central del USDA, en el National Mall, Washington D. C.

- Servicio de Salud en Plantas y Animales (APHIS)
  - Cuarentemas y Protección de Plantas (PPQ)
- Política de Promoción de Nutrición (CNPP)
- Servicio de Extensión, Educación, Cooperativismo (CSREES)
- Servicio de Economía (ERS)
- Agencia de Granjas (FSA)
- Servicio de Nutrición y Alimentos (FNS)
- Servicio de Inspección (FSIS)
- Servicio de Agricultura Extranjera (FAS)
- Servicio Forestal (FS)
- Administración de Granos y Stocks (GIPSA)
- Biblioteca de Agricultura (NAL)
- Servicio d Estadísticas (NASS)
- Servicio de Conservación de Recursos Naturales (NRCS)
- Agencia de Manejo de Riesgos (RMA)
- Desarrollo Rural (RD)
  - (en:) Office of Community Development (OCD)
  - (en:) Rural Housing Service (RHS)
  - (en:) Rural Utilities Service (RUS)

### Unidades cesadas
- Servicio de Conservación y Estabilización (ASCS)

## Legislación
Importantes políticas legislativas de USDA:
- 1890, 1891, 1897, 1906 Acta de Inspección de Carnes
- 1906 - Ley de Pureza de Alimentos y Medicamentos
- 1914 - Acta de Futuros de Algodón
- 1916 - Acta de Créditos Federales
- 1917 - (en:) Food Control and Production Acts
- 1921 - (en:) Packers and Stockyards Acts
- 1922 - Acta de Futuros de Granos
- 1922 - National Agricultural Conference
- 1923 - Agricultural Credits Act
- 1933 - Agricultural Adjustment Act (AAA)
- 1933 - Farm Credit Act
- 1935 - Resettlement Administration
- 1936 - Soil Conservation and Domestic Allotment Act
- 1937 - Agricultural Marketing Agreement Act
- 1941 - National Victory Garden Program
- 1941 - Steagall Amendment
- 1946 - Farmers Home Administration
- 1946 - National School Lunch Act PL 79-396
- 1946 - Research and Marketing Act
- 1948 - Hope-Aiken Agriculture Act PL 80-897
- 1956 - Soil Bank Program authorized
- 1957 - Poultry Inspection Act
- 1947 - Federal Insecticide, Fungicide, and Rodenticide Act PL 80-104
- 1949 - Agricultural Act PL 81-439 (Section 416 (b))
- 1954 - Food for Peace Act PL 83-480
- 1954 - Agricultural Act PL 83-690
- 1956 - Mutual Security Act PL 84-726
- 1957 - Poultry Products Inspection Act PL 85-172
- 1958 - Food Additives Amendment PL 85-929
- 1958 - Humane Slaughter Act
- 1958 - Agricultural Act PL 85-835
- 1961 - Agricultural Act PL 87-128
- 1964 - Agricultural Act PL 88-297
- 1964 - Food Stamp Act PL 88-525
- 1964 - Acta de Extensión de Insecticidas, Fungicidas, Rodenticidas PL 88-305
- 1965 - Appalachian Regional Development Act
- 1965 - Food and Agriculture Act PL 89-321
- 1966 - Child Nutrition Act PL 89-642
- 1967 - Wholesome Meat Act PL 90-201
- 1968 - Wholesome Poultry Products Act PL 90-492
- 1970 - Agricultural Act PL 91-524
- 1972 - Federal Environmental Pesticide Control Act PL 92-516
- 1970 - Environmental Quality Improvement Act
- 1970 - Food Stamp Act PL 91-671
- 1972 - Rural Development Act
- 1972 - Rural Development Act Reform 3.31
- 1972 - National School Lunch Act Amendments (Special Supplemental Nutrition Program for Women, Infants and Children) PL 92-433
- 1973 - Agriculture and Consumer Protection Act PL 93-86
- 1974 - Safe Drinking Water Act PL 93-523
- 1977 - Food and Agriculture Act PL 95-113
- 1996 - Federal Agriculture Improvement and Reform Act PL 104-127
- 1996 - Food Quality Protection Act PL 104-170
- 2002 - Farm Security and Rural Investment Act PL 107-171